# (29831) 1999 EV4
1999 إي في 4 (ويعرف أيضًا باسم (29831) 1999 إي في 4 وفق تسمية الكوكب الصغير) (بالإنجليزية: 1999 EV4)‏ هو كويكب ضمن حزام الكويكبات؛ وترتيبه 29831 من حيث الاكتشاف.
اكتُشف هذا الجُرم الفلكي بواسطة Frank B. Zoltowski ‏ في 13 مارس 1999.

## وصلات خارجية
- (29831) 1999 EV4 في قاعدة بيانات مختبر الدفع النفاث لأجرام النظام الشمسي الصغيرة

- الاكتشاف · مخطط المدار ·  العناصر المدارية · المعلمات المادية

- (29831) 1999 EV4 على موقع ويكي سكاي: DSS2, SDSS, GALEX, IRAS, Hydrogen α, X-Ray, Astrophoto, Sky Map, Articles and images